# Zentralaustralische Dickschwanzratte

Verbreitungsgebiet der Zentralaustralischen Dickschwanzratte

Die Zentralaustralische Dickschwanzratte oder MacDonnel-Dickschwanzratte (Zyzomys pedunculatus)  ist ein in Australien verbreitetes Nagetier in der Unterfamilie der Altweltmäuse.

## Merkmale
Erwachsene Exemplare sind ohne Schwanz 108 bis 140 mm lang und die Schwanzlänge beträgt 110 bis 140 mm. Die Art hat 25 bis 29 mm lange Hinterfüße sowie 20 bis 23 mm lange Ohren. Auf der Oberseite ist gelbbraunes Fell vorhanden und die Unterseite ist mit cremefarbenem Fell bedeckt. Haare kommen auch auf dem dicken Schwanz vor. Dieses Nagetier wiegt 70 bis 120 g. Das Fell der Oberseite ist borstig. Wie bei anderen Australischen Dickschwanzratten können der Schwanz und Teile des Fells abgeworfen werden.

## Verbreitung
Das Verbreitungsgebiet beschränkt sich auf die Umgebung von Alice Springs im Süden von Northern Territory in Australien. Die neuesten Funde stammen aus dem Uluṟu-Kata-Tjuṯa-Nationalpark. Fossile Überreste sind aus dem Bundesstaat Western Australia bekannt. Die Zentralaustralische Dickschwanzratte bewohnt felsige Regionen mit spärlichem Bewuchs, Savannen und andere Grasflächen sowie Buschland.

## Lebensweise
Die Art ist nachtaktiv und sie hält sich auf dem Boden auf. Die Nahrung besteht vorwiegend aus Samen der Pflanzengattungen Sida, Nachtschatten und Stachelkopfgräser. Diese werden gelegentlich mit Wirbellosen komplettiert.
Weibchen in Gefangenschaft hatten drei oder vier Neugeborene pro Wurf. In Jahren mit ausreichend Niederschlag kann die Fortpflanzung zu allen Jahreszeiten erfolgen. Jungtiere sind nach 5 bis 6 Monaten geschlechtsreif. Unter menschlicher Obhut können die Tiere 7 bis 8 Jahre leben.

## Gefährdung
Die Zentralaustralische Dickschwanzratte wird selten angetroffen. Zwischen 1960 und 1996 gab es keine dokumentierten Sichtungen, was zur Annahme führte, dass die Art ausgestorben ist. Danach konnte dieses Nagetier wieder angetroffen werden. Die größte Bedrohung stellen streunende Hauskatzen dar. Möglicherweise fällt die Art Hunden und eingeführten Füchsen zum Opfer. Die IUCN listet die Art als vom Aussterben bedroht (critically endangered), da die geschätzte Gesamtpopulation kleiner als 1000 Exemplare ist.